# Јесен стиже, Дуњо моја (филм)
Јесен стиже, Дуњо моја је српски филм снимљен 2004. у режији Љубише Самарџића, а сценарио су писали Тончи Матулић и Ђорђе Милосављевић.
Филм "Јесен стиже, Дуњо моја" је премијерно приказан 15. октобра 2004. у Центру Сава.

## Радња
Негде у Банату 1914. године.
Безбрижно детињство Саве (Бранислав Трифуновић), Марије (Марија Каран) и Петрашина (Игор Ђорђевић) прекида почетак Првог светског рата. Сава и Петрашин и против своје воље одлазе да служе војску Аустроугарске монархије. Четири године после тога, рат је завршен. Сава се враћа кући. Дочекују га Марија и његов најбољи друг Петрашин, који је раније дошао из рата јер је на фронту изгубио руку. Устрептала љубав Саве и Марије оваплоћује се и остварује. На путу њихове потпуне среће испречио се Савин отац (Војислав Брајовић), који поред три ћерке не жели да „храни нова гладна уста“.
После туче са оцем, Сава напушта село и одлази преко Тисе у варош. Марија остаје уцвељена и немоћна. Сава у вароши налази посао у млину богатог Гранфилда (Предраг Ејдус). Његова ћерка Аница (Калина Ковачевић) бацила је око на Саву. Брижан отац Гранфилд предлаже Сави да се ожени Аницом. Браком са Аницом, Сава би постао зет угледне и старе алзашке породице, као и наследник великог породичног богатства.
Несигуран у своју одлуку, Сава још једном креће на пут до родног села жељан сусрета са Маријом. Она је, међутим, умрла рађајући његово дете, које сад расте у Петрашиновој кући, кући Савиног кума и најбољег друга, који се никад није помирио са неузвраћеном љубављу коју је осећао према Марији. Обележени ратним искуством и несрећним љубавима, и Сава и Петрашин су изгубљени у сопственом животу, поред мале Дуње, коју обојица сматрају својим дететом.

## Улоге
| Глумац               | Улога                 |
| -------------------- | --------------------- |
| Бранислав Трифуновић | Сава Лађарски         |
| Марија Каран         | Марија Станимировић   |
| Игор Ђорђевић        | кум Петрашин          |
| Калина Ковачевић     | Аница Гранфилд        |
| Предраг Ејдус        | газда Јосип Гранфилд  |
| Рада Ђуричин         | Савина мајка          |
| Војислав Брајовић    | Савин отац            |
| Маја Вукојичић       | Савина сестра 1       |
| Виолета Митровић     | Савина сестра 2       |
| Бојана Бамбић        | Савина сестра 3       |
| Рената Улмански      | Алексадрина Главацки  |
| Марта Узелац         | Дуња                  |
| Љубиша Самарџић      | Живота Станимировић   |
| Борис Миливојевић    | Циганин               |
| Милорад Мандић Манда | скелеџија             |
| Бода Нинковић        | Тимотије (Савин ујак) |
| Милица Милша         | Циганка врачара       |
| Синиша Убовић        | Чаба                  |
| Бранимир Брстина     | власник чарде         |
| Бојан Димитријевић   | Петрашинов брат       |

## О филму
Чудесна музичка и животна мелодија банатске равнице. 
Са Фестивала у Херцег Новом филм је понео чак шест награда: за најбољу женску улогу, сценографију, костим, камеру, тон и, наравно, ону најзначајнију - Златну мимозу за најбољи филм. Публика на Канли кули бурним аплаузом испратила је филм и у потврду тога наградила га наградом за најбољи филм по мишљењу публике. Изузетну прихваћеност филм је имао и код босанске публике на овогодишњем Сарајево филм фестивалу, на ком је наступио у главном регионалном програму.
Колико су млади глумци успешно понели своје улоге сведоче и признања са Глумачког фестивала у Нишу, где је млада глумица Калина Ковачевић понела награду „Царица Теодора“ за најбољу женску улогу. Повељама за изузетну женску и мушку улогу награђени су Марија Каран и Бранислав Трифуновић, а за најбољег дебитанта изабран је Игор Ђорђевић.
Стручни одбор наше Академије филмске уметности и науке за избор домаћег кандидата за учешће у конкуренцији за 77. награду Оскар, за 2004. годину у категорији дугометражних играних филмова снимљених у земљама ван енглеског говорног подручја одлучио је да српски кандидат буде овај филм.